# Ferula orbicularis
Ferula orbicularis är en flockblommig växtart som beskrevs av George Edward Post, Gustave Beauverd och Michael Zohary. Ferula orbicularis ingår i släktet stinkflokesläktet, och familjen flockblommiga växter. Inga underarter finns listade i Catalogue of Life.